# Magnoliopodobne
Magnoliopodobne (Magnolianae) – nadrząd roślin okrytonasiennych wyróżniany w niektórych klasyfikacjach biologicznych, np. w systemie Takhtajana, czy Ruggiero i in. W dawniejszych klasyfikacjach rośliny tu zaliczane uznawano za najbardziej pierwotne rośliny okrytonasienne, cechujące się występowaniem szeregu cech uznawanych za prymitywne, ale też i wielu zaawansowanych w rozwoju. Rośliny tu klasyfikowane są zwykle drewniejące, charakteryzują się obecnością komórek wydzielniczych, a ich ziarna pyłku mają jedną fałdę.
Pozycja i podział taksonu w systemie Takhtajana (1997)
Podklasa magnoliowe Magnoliidae
- rząd: Magnoliales – magnoliowce
- rząd: Winterales – winterowce
- rząd: Canellales – kanellowce
- rząd: Illiciales – badianowce
- rząd: Austrobaileyales
- rząd: Eupomatiales
- rząd: Annonales
- rząd: Myristicales – muszkatołowce
- rząd: Aristolochiales

Pozycja i podział taksonu w systemie Ruggiero i in. (2015)
Nadrząd wyróżniony został jako jeden z 18 w obrębie podklasie okrytonasiennych Magnoliopsida. 
- rząd: Canellales – kanellowce
- rząd: Chloranthales – zieleńcowce
- rząd: Laurales – wawrzynowce
- rząd: Magnoliales – magnoliowce
- rząd: Piperales – pieprzowce

Zarówno dawniejsze, jak i nowsze ujęcia systematyczne tego nadrzędu najwyraźniej nie stanowią z niego taksonu monofiletycznego. W systemie Yanga i in. z 2020 monofiletyczny charakter potwierdzono dla wąsko ujmowanej grupy (bez rangi taksonomicznej) magnoliowych (magnoliids) obejmującej rzędy kanellowców, wawrzynowców, magnoliowców i pieprzowców (z wyodrębnieniem zieleńcowców, jako odrębnej linii rozwojowej).